# Volta a Suïssa femenina
|  | Aquest article és sobre la competició femenina. Per a la competició masculina, vegeu Volta a Suïssa |

La Volta a Suïssa femenina és una competició ciclista d'etapes que es disputa anualment a Suïssa. Creada el 2021 com a carrera dins la categoria 2.1 dins el calendari internacional femení de l'UCI.

## Palmarès
| Any  | Vencedora      | Segona           | Tercera              |
| ---- | -------------- | ---------------- | -------------------- |
| 2021 | Lizzie Deignan | Elise Chabbey    | Marlen Reusser       |
| 2022 | Lucinda Brand  | Kristen Faulkner | Pauliena Rooijakkers |
| 2023 | Marlen Reusser | Demi Vollering   | Elisa Longo Borghini |
| 2024 | Demi Vollering | Neve Bradbury    | Elisa Longo Borghini |
| 2025 |                |                  |                      |